# 10087 Dechesne
10087 Dechesne è un asteroide della fascia principale. Scoperto nel 1990, presenta un'orbita caratterizzata da un semiasse maggiore pari a 2,2880150 au e da un'eccentricità di 0,1911746, inclinata di 4,04815° rispetto all'eclittica.